# Мотиклейська затока
Мотиклейська затока — затока Охотського моря, західна частина Тауйської губи між мисом Станюковича та мисом Онацевича, що за 16,5 км на північний схід від нього; територія Ольського району Магаданської області Російської Федерації.
У південний берег затоки вдається невелика мілинна бухта, обмежена зі сходу та заходу двома піднесеними півостровами. Західний берег низький, порізаний гирлами кількох невеликих річок і струмків, що у період нересту багаті рибою, яка йде до них з моря. Північний берег на північний захід від мису Мотиклейського порівняно невисокий та облямований висихаючою мілиною, а на схід від мису Онацевича скелястий та обривистий. Глибини на лінії вхідних мисів від 20 до 24 м.